# D型肝炎ウイルス

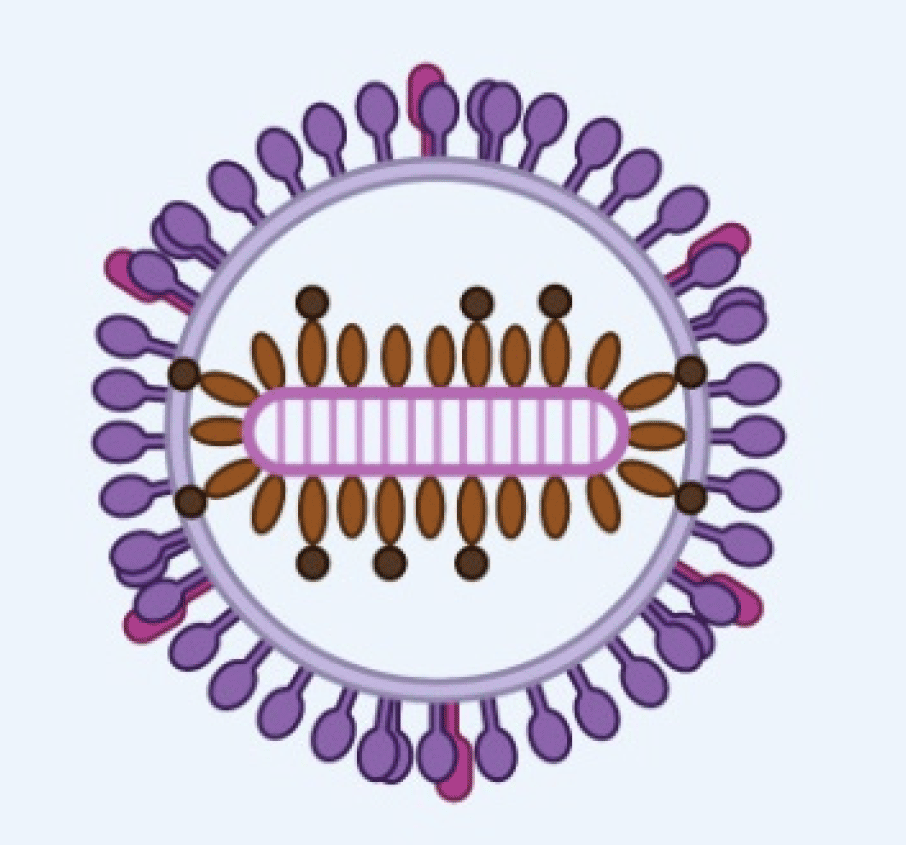
Ribozyviria

D型肝炎ウイルス（Hepatitis D virus、ディーがたかんえんウイルス）は、エンベロープを持ったRNAウイルス (Ribozyviria 域) の1種であり、B型肝炎ウイルスが共在することでヒトにD型肝炎を引き起こし得る病原体である。δ肝炎ウイルス（デルタかんえんウイルス）、デルタウイルスなどと呼ばれる場合もあり、また、HDVと英語の頭文字を取った略記がなされることもある。なお、HDVという略記は、他の分野では全く別な意味で用いられることもあるため、本稿では以降、この略記を用いない。この他、本稿ではD型肝炎（書籍によっては稀にδ肝炎と記述されていることもある）についても記述し、また、B型肝炎ウイルスとの関連についても述べる。ただし、それぞれに関する詳細な解説は、当該記事を参照のこと。

## D型肝炎ウイルスの分類
D型肝炎ウイルスは、2006年現在、分類学的には、デルタウイルス属（Deltavirus）に分類されており、科以下は未分類のままである。
なお、2008年現在、D型肝炎ウイルスは、いかなる動物に感染するウイルスが属するグループにも属していない。
また、2006年現在、D型肝炎ウイルスには、I型、II型、III型の3種の遺伝子型が知られていて、この中でI型は地球上に広く分布しているとされている。
また、この中では、一般にIII型が肝臓に対する病原性が最も強いとされている。
ちなみに、D型肝炎ウイルスは、たとえ宿主に侵入できたとしても、単独では増殖できないウイルスである。
このように宿主の細胞が存在していても、そのウイルス単独では増殖できないウイルスを、欠損ウイルス（または、衛星ウイルス、サテライトウイルス）と言う。したがって、D型肝炎ウイルスは欠損ウイルスの1つに分類される。
なお、D型肝炎ウイルスのヘルパーウイルス（欠損ウイルスが必要とする別なウイルス）は、B型肝炎ウイルスである（詳細は後述）。
他に、D型肝炎ウイルスはRNAをゲノムとしているウイルスであるため、RNAウイルスに分類されている。

## D型肝炎ウイルスの構造

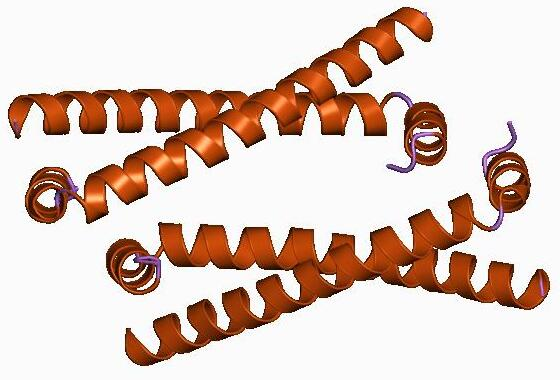
δ抗原の構造。

D型肝炎ウイルスのおおまかな形状は、約35 nmから37nmの球形をしていると説明される。
なお、文献によっては直径36 nmの球形の粒子だと説明されている場合もある。
このウイルスはエンベロープを持っている。
本来はB型肝炎ウイルス（ヘパドナウイルス）が表面に持っているタンパク質（HBs抗原）を、D型肝炎ウイルスのゲノムにはコードされていないのにもかかわらず、D型肝炎ウイルスは自身のエンベロープに持っている。
ただし、このエンベロープはHBs抗原だけでできているわけではなく、あくまでHBs抗原を構成材料として含んだエンベロープである。
なお、D型肝炎ウイルスの内部には、RNAから成っている自身のゲノムとδ抗原（デルタ抗原と片仮名表記されることもあり、また、D抗原、HD抗原とも呼ばれる）を持っている。
このうちδ抗原は、D型肝炎ウイルス粒子を界面活性剤で処理すれば（つまりエンベロープを壊せば）、表面に露出する。
D型肝炎ウイルスのゲノムは、1本のマイナス鎖の環状RNAである。
このRNAは約1.7 (kbase)、つまり、約1700個の塩基を持ったRNAである。
なお、塩基数は1678個であると記述している文献や、1683個であると記述している文献も存在する。
この1本鎖の環状のゲノムRNAは、分子内の相補性が高く、約70 ％の塩基が塩基対を形成している。
いずれにしても、このゲノムにコードされているのはδ抗原と呼ばれるタンパク質のみである。
ただし、δ抗原にも長いもの（214個のアミノ酸からできているもので、分子量は約 27 kDa）と短いもの（195個のアミノ酸からできているもので、分子量は約24 kDa）とが存在しており、これらはウイルスのゲノムの異なる部位にコードされている。
このように別々の場所にコードされているのにもかかわらず、この2つのδ抗原を比較すると、長い方のδ抗原は、短い方のδ抗原と全く同じタンパク質のC末端に19個のアミノ酸が付加されただけの構造をしている。
1998年現在において、長い方のδ抗原はD型肝炎ウイルスのゲノムの複製を抑制する機能を持ち、逆に短い方のδ抗原は促進する機能を持っているのではないかと言われている。
この他に、このRNAはリボザイムとしての活性も持っており、自身のゲノムの複製時に、自分自身のゲノムの切断と結合を行うことも可能である。

## D型肝炎ウイルスの感染様式
D型肝炎ウイルスの感染経路は、B型肝炎ウイルスと同様である。
例えば、性的接触（性交渉）、血液製剤（輸血など）、医療現場での針刺し事故
などが感染原因となる。D型肝炎ウイルスに感染したことによって発症するD型肝炎は、B型肝炎ウイルスとD型肝炎ウイルスとが同時に感染した時にのみ見られる
。
ただし、必ずしもB型肝炎ウイルスとD型肝炎ウイルスとが同時に体外から侵入してくる必要はなく、先にB型肝炎ウイルスに感染していてB型肝炎ウイルスが排除されていない者に後からD型肝炎ウイルスが侵入してきた場合でも、D型肝炎ウイルスの感染は成立する。

## D型肝炎ウイルスの増殖
D型肝炎ウイルスのヘルパーウイルス（欠損ウイルスが必要とする別なウイルス）はB型肝炎ウイルスであり、感染力を持ったD型肝炎ウイルス粒子（ウイルス全体）を宿主の細胞内で作る時にB型肝炎ウイルスを必要とする。しかしながら、D型肝炎ウイルスのゲノムなどを複製する時にB型肝炎ウイルスは必要でなく、あくまでD型肝炎ウイルスがエンベロープに持つHBs抗原を供給してもらうことのみが、ヘルパーウイルスとしてのB型肝炎ウイルスの唯一の役割である。
D型肝炎ウイルスのゲノムは、宿主の細胞が持つ酵素によって複製されるのであって、B型肝炎ウイルスは関係無い。
他にも、ウイルスの型によって、D型肝炎ウイルスのゲノムRNAの転写部位が多少異なりはするものの、いずれにしてもδ抗原をコードするRNAも転写されて、宿主の細胞がδ抗原を生産するといった具合に、HBs抗原以外については宿主細胞があればD型肝炎ウイルスだけで事足りるのである。ただし、D型肝炎ウイルスのゲノムはマイナス鎖のRNA（つまり宿主が普段合成しているmRNAとは逆側の鎖）であるのにもかかわらず、D型肝炎ウイルスのゲノム自体にはRNA合成酵素（RNAポリメラーゼ）がコードされていない。
さらに、宿主の細胞にはマイナス鎖のRNAを合成するRNA合成酵素は無い。宿主の細胞が持っているRNA合成酵素であるRNAポリメラーゼIIを使って、D型肝炎ウイルスが自身のゲノムを複製していることは、RNAポリメラーゼIIを阻害するα-アマニチンを投与すると、D型肝炎ウイルスのゲノム複製も阻害されることから間違いないだろうと考えられている。
しかし、D型肝炎ウイルスが、宿主の細胞の持つRNA合成酵素では合成できないはずのマイナス鎖のRNAウイルスのゲノムを、一体どうやって宿主に合成させているのかは、1998年現在、謎となっている。

## D型肝炎
D型肝炎が発生するのは、D型肝炎ウイルスが欠損ウイルスである（ヘルパーウイルスとしてB型肝炎ウイルスを必要とする）ため、B型肝炎ウイルスとD型肝炎ウイルスとが同時に感染するか、または、元々B型肝炎ウイルスに感染していた者が新たにD型肝炎ウイルスに感染するかした時である。いずれの場合でも、B型肝炎ウイルスに加えてD型肝炎ウイルスも感染すると、B型肝炎ウイルス単独の時に比べて、一般に重篤な肝炎を引き起こすと言われており、さらに致死的な劇症肝炎も起こりやすくなるとも言われている。
しかしながら、B型肝炎ウイルスに加えてD型肝炎ウイルスが重複感染したとしても、B型肝炎ウイルス単独の時と同様に、不顕性感染となる場合があることも報告されている。

### B型肝炎ウイルスとD型肝炎ウイルスが同時初感染
B型肝炎ウイルスとD型肝炎ウイルスとが同時に初感染した場合でも、基本的にB型肝炎ウイルス単独で初感染した時と類似した急性疾患を起こす。
しかし、B型肝炎ウイルスは場合によっては半年間にもおよぶ長い潜伏期間を持って肝炎を発症するのに対して、D型肝炎ウイルスはB型肝炎ウイルスよりも短い潜伏期間で肝炎を発症する。
もちろん、B型肝炎ウイルスとD型肝炎ウイルスとの相対的な濃度も関係してくるものの、場合によっては、これら2つのウイルスに同時に初感染したのにもかかわらず、急性肝炎の症状が連続して2回発生するということも起こり得る。
なお、この際、B型肝炎ウイルス単独の時と比べて、D型肝炎ウイルスが加わったことにより、急性肝炎が劇症肝炎になりやすいことが知られている。
その後、仮に急性肝炎を乗り切ったとしても、B型肝炎ウイルスとD型肝炎ウイルスは慢性的に混合感染し続けるようになる場合もある。
逆に、もしもB型肝炎が慢性化せずにB型肝炎ウイルスが宿主から排除されてしまった場合は、D型肝炎も治癒する。

### B型肝炎ウイルスの慢性感染者がD型肝炎ウイルスに感染
B型肝炎ウイルスキャリアがD型肝炎ウイルスに感染することによって急性肝炎を発症することがあり、この場合、急性肝炎が劇症肝炎になるリスクが高い。
また、この急性肝炎を乗り切ったとしても、約70％の症例で、B型肝炎ウイルスに加えてD型肝炎ウイルスも慢性的に感染し続けるようになるとされている。
他に、同じく、B型肝炎ウイルスキャリアがD型肝炎ウイルスに感染することによって肝炎が活動性になったり、慢性B型肝炎の患者がD型肝炎ウイルスに感染することによって肝炎が重症化しやすくなることも知られている。
ところで、B型肝炎が慢性化した場合、長い年月の間に肝硬変や肝臓ガンへと進行することは良く知られている。
もしも、ここにD型肝炎ウイルスが加わると、この肝硬変や肝臓ガンへの進行がB型肝炎単独の場合と比べて早まることが判っている。
さらに、肝硬変や肝臓ガンが発生する危険性が高まることも判っている。
また、肝硬変や肝臓ガンや肝不全による死亡リスクも、B型肝炎ウイルス単独の時と比べて上がるとされている。

## D型肝炎の診断法
2008年現在、D型肝炎かどうかの診断は、B型肝炎かどうかの診断に用いられる免疫学的手法が応用されている。
D型肝炎ウイルスがエンベロープに持っているHBs抗原の他に、D型肝炎ウイルス自身がコードしているδ抗原と、ヒトが産生したδ抗原に対する抗体が血清から検出された場合、そのヒトはD型肝炎（δ肝炎）に罹患していると診断される
。
ちなみに、この抗原や抗体は、ELISA（酵素免疫測定法）などによって検出する。
この他、D型肝炎ウイルスのRNAが血清中に検出されることもある。
また、肝臓の組織中にもD型肝炎ウイルスのRNAが検出される。
ちなみに、このD型肝炎ウイルスのRNAの検出には、逆転写酵素とPCR法を組み合わせてD型肝炎ウイルスのRNAを増幅する（つまり単純にRNAの本数を増やす）方法などが用いられる。
2009年現在、これらの方法には一長一短あって、PCR法を用いて増幅する検査法は、2009年現在において、最も迅速にD型肝炎を検出できる方法であるものの、先述のELISAを用いてδ抗原やそれに対する抗体などを検出する検査法の方がより確実な診断法とされている。
なお、B型肝炎ウイルスが単独で感染している時とは違って、D型肝炎ウイルスも同時に感染している場合、血清中から検出されるHBs抗原の量が減少する傾向が見られることが知られている。

## D型肝炎の治療
2008年現在においても、D型肝炎に対する特異的な治療法は存在しない。
つまり、D型肝炎ウイルスだけを攻撃するための方法は見つかっていない。

## D型肝炎の予防法
D型肝炎の予防法は、B型肝炎の予防法と同じである。
既述のように、D型肝炎ウイルスの感染経路はB型肝炎ウイルスの感染経路と同じである上に、そもそもD型肝炎ウイルスは、B型肝炎ウイルスがいないと増殖できないため、B型肝炎ウイルスに感染しなければ良いのである。したがって、性生活における感染防止法や、傷口から流れ出る血液の処理の仕方などを知って、B型肝炎ウイルスから身を守ることが、そのままD型肝炎の予防法にもなる。また、D型肝炎ウイルスはHBs抗原を持っているため、B型肝炎ワクチン（HBs抗原ワクチン）を接種することで、HBs抗原を持っているB型肝炎ウイルスと同様に、D型肝炎ウイルスに対しても防御できる。
2008年現在、D型肝炎ウイルスに対する特異的なワクチンは開発されていないものの、B型肝炎ウイルスワクチンの接種を行ったことによって、B型肝炎ウイルスに対して充分な感染防御能を持ったヒトに対しては、D型肝炎ウイルスも感染しない。
なお、この他の予防法として、社会的な取り組み（公衆衛生的な取り組み）として、性教育を含めた感染防止教育を行うこと、血液製剤にウイルスが含まれていないかの検査を行うことなどが求められる。

## 歴史
1977年に、B型肝炎ウイルスに感染したヒトの肝細胞から、それまでヒトに知られていなかった抗原（タンパク質）が見い出され、これがδ抗原と命名された。
この当時、δ抗原はB型肝炎ウイルスがコードしている抗原であろうと考えられた。
ところが、1980年になって、B型肝炎ウイルスに感染した動物に対する感染実験が成功したことで、δ抗原はB型肝炎ウイルスがコードしている抗原ではなく、それまでヒトに知られていなかったRNAウイルスがコードしている抗原だったことが証明された。
このRNAウイルスこそが、D型肝炎ウイルスである。D型肝炎ウイルスは、すでにヒトが知っていた、いかなる動物に感染するウイルスが属するグループにも属していなかった。